# Teichbühl
Teichbühl ist eine Wüstung auf dem Gemeindegebiet des Marktes Presseck im Landkreis Kulmbach (Oberfranken, Bayern).

## Geografie
Die Einöde lag auf einer Höhe von 561 m ü. NHN östlich des Reichenbachs. Über einen Wirtschaftsweg gelangte man nach Reichenbach (0,6 km nördlich).

## Geschichte
Gegen Ende des 18. Jahrhunderts bestand Teichbühl aus einem Anwesen. Das Hochgericht übte das bambergische Centamt Wartenfels aus. Die Grundherrschaft über das Gut hatte das Amt Wartenfels.
Mit dem Gemeindeedikt wurde Teichbühl dem 1808 gebildeten Steuerdistrikt Wartenfels und der im selben Jahr gebildeten Ruralgemeinde Wartenfels zugewiesen. Am 12. April 1845 entstand die Gemeinde Reichenbach, zu der Teichbühl gehörte. Bei der Vergabe der Hausnummern erhielt das Anwesen eine eigene Nummer. Auf einer topographischen Karte von 1975 wurde der Ort letztmals verzeichnet.

### Einwohnerentwicklung
| Jahr      | 001818 | 001819 | 001861 | 001871 | 001885 | 001900 |
| Einwohner |        | 4      | 4      | 6      | 4      | 3      |
| Häuser    | 1      |        |        |        | 1      | 1      |
| Quelle    | [ 3 ]  | [ 7 ]  | [ 8 ]  | [ 9 ]  | [ 10 ] | [ 11 ] |

## Religion
Teichbühl war katholisch geprägt und nach St. Bartholomäus (Wartenfels) gepfarrt.